# Miss Lesotho
Miss Lesotho est un concours de beauté féminine, destiné aux jeunes femmes habitantes et de nationalité lesothienne. Il est créé en 2015. La sélection permet de représenter le pays au concours de Miss Monde.